# Hugo de Alsacia
Hugo (antes de 855-895) fue hijo ilegítimo de Lotario II de Lotaringia y de Waldrada. Su padre lo hizo duque de Alsacia en 867.
El nombre de Hugo no era un nombre real carolingio, pero era habitual en la familia eticónida de Alsacia, parientes de su madre. Su nombre sugiere que su padre no pretendía al principio que lo sucediera como rey, pero en lugar de gobernar en Alsacia, donde sus parientes maternos destacaban. Después de que Lotario repudiara a su esposa, Teutberga, poco después de su matrimonio en 855, buscó legitimar su relación con Waldrada y los hijos que tuvo con ella, incluido Hugo.
En diciembre de 861, Hugo fue probablemente reconocido como legítimo por su tío, el rey Carlos de Provenza, y su tío-abuelo, el rey Luis de Francia Oriental. Las tres familias reales firmaron el libro memorial de la abadía de Remiremont como iguales en aquella época. Para el año 863, sin embargo, la petición de Lotario de un divorcio había llevado a una fuerte oposición por parte de la iglesia y a una crisis internacional. Fue en esta situación cuando Lotario dio a su hijo el ducado de Alsacia durante una estancia en la corte de Luis de Francia Oriental. A petición suya, Luis entonces llevó tanto su reino como a su hijo Hugo bajo la protección de los francos del Este.
Cuando su primo Luis el Tartamudo, rey de Francia Occidental, murió en 879, asumió la autoridad en Lotaringia oeste del Rin y los Annales Fuldenses le acusan de "hacer de tirano en la Galia." Es probable que rechazara reconocer la sucesión de los hijos menores de Luis, Luis III y Carlomán, al reino de los francos occidentales, como con Bosón en Provenza. Tenía bastantes seguidores en Lotaringia, pero Luis el Joven, hijo de Luis el Germano, fue a defender al joven Luis y Carlomán. En 880, envió a los hombres contra el castillo de Hugo en Verdún y derrotó a su ejército, quemando la fortaleza. 
Después de que la corte del Este (23 de abril) de 882, Luis el Joven enfeudó a Hugo con Alsacia, pero el segundo se rebeló y Luis lo persiguió en Borgoña. En 883, Hugo asesinó a Bernario, conde de Charpeigne, el segundo esposo de Friderada (viuda de Engelram, chambelán de Carlos el Calvo), y se casó con ella como su tercer esposo. También asesinó a su guardián Wiperto de Nantes, hijo de Lamperto III de Nantes, pues tanto Bernario como Wiperto se oponían a sus ambiciones. También en 883, la hermana de Hugo, Gisela, se casó con Godofredo, el líder vikingo que gobernaba en Frisia. Con esta alianza, Hugo tramaba tomar el viejo reino de su padre, pero en 885, Carlos el Gordo supo de esta trama y llamó tanto a Hugo como a Godofredo a la corte, donde el primero fue cegado y el segundo muerto. A Hugo lo mandaron primero a Sankt Gallen, luego a Fulda, y finalmente a Prüm en su propio país. 